# Bernard de Dryver
Bernard de Dryver (n. 19 septembrie 1952, Brussel, Comunitatea Francofonă din Belgia⁠(d), Belgia) a fost un pilot belgian de Formula 1 care a evoluat în Campionatul Mondial între anii 1977 și 1978.